# Sänkningen av Metallist
Sänkningen av Metalist var sänkningen (under mystiska omständigheter) av det sovjetiska lastfartyget Metallist (ryska: Металлист), 27 september 1939, under det andra världskriget första månad. Konsekvenserna skulle komma att bli svåra för den då självständiga staten Estland.

## Förhistoria
Två veckor efter att Polen anfallits av Nazityskland i september 1939, löpte den polska ubåten ORP Orzeł (Örnen) in i Tallinns hamn. Estland, som förklarat sig strikt neutralt, internerade ubåten. Den polska besättningen beslutade sig dock för att fly med ubåten, och natten den 18 september övermannades de två estniska vakterna som var satta att vakta ubåten och dess besättning och Orzel lyckades fly till Skottland.

## FrånOrzeltillMetallist
Orzelincidenten kom för Estland mycket olyckligt, eftersom Sovjetunionens utrikesminister Vjatjeslav Molotov krävt att få uppta "handelsförhandlingar" med Estland. Under dessa förhandlingar hävdade Molotov att Estland var oförmöget till att sörja för vare sig sin egen eller Sovjetunionens säkerhet. Den 27 september meddelade TASS att det sovjetiska lastfartyget Metallist sänkts av en främmande ubåt. Molotov hävdade efter denna incident att Sovjetunionens sjöfart och säkerhet stod på spel och att man önskade förlägga 35 000 man till Estland. Vid midnatt den 28 september gav esterna efter för de sovjetiska kraven och tillät en styrka på 25 000 man att baseras i Estland.
Vid tidpunkten för Metallists sänkning befann sig ubåten Orzel söder om Gotland.

## Fångar röjer sanningen
År 1941 tillfångatog den finska armén en sovjetisk marinofficer och 1943 tog tyskarna en sovjetisk ubåtsman tillfånga, vilka båda gav samstämmiga uppgifter om vad som hänt Metallist. Enligt fångarna hade Metallist sänkts av den sovjetiska ubåten Щ-303 efter att besättningen på Metallist lämnat fartyget. Senare ryska efterforskningar pekar på att det mer troligt var ubåten Щ-322 som sänkte Metallist, men bekräftar att Metallist var avsett att sänkas för att ge Sovjetunionen ett starkare läge i förhandlingarna med Estland. Ordern om att sänka Metallist kom från sekreteraren för Leningrads regionala kommitté Andrej Zjdanov och folkkommissarien för flottan Nikolaj Kuznetsov.